# Soyouz TMA-19M
Soyouz TMA-19M est une mission spatiale dont le lancement a été effectué le 15 décembre 2015 à 11:03 UTC.

## Historique
Elle transporte trois membres de l'Expédition 46 vers la station spatiale internationale (ISS). C'est le 126e vol orbital habité d'un vaisseau Soyouz.
L'amarrage à l'ISS a été réalisé manuellement à la suite d'une défaillance du système automatique Kours, à 17:33 UTC.
Après 186 jours passés à bord de l'ISS, l'équipage revient sur terre le 18 juin 2016.
La capsule a été achetée en décembre 2016 par le Science Museum de Londres.

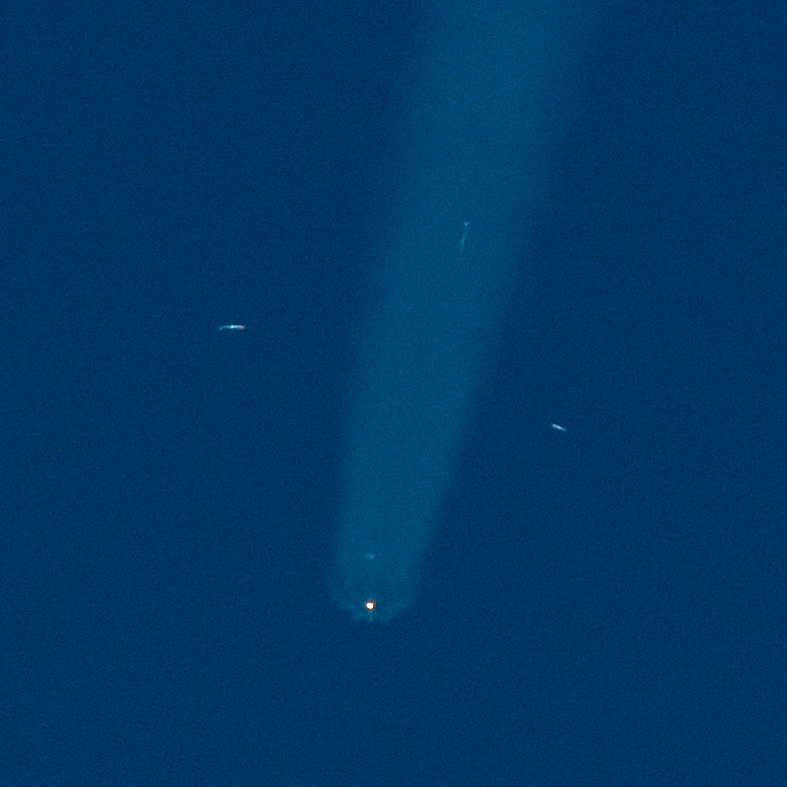
Croix de Korolev de la mission Soyouz TMA-19M.

## Équipage
- Commandant : Iouri Malentchenko (6),  Russie
- Ingénieur de vol 1 : Timothy Peake (1),  Royaume-Uni
- Ingénieur de vol 2 : Timothy Kopra (2),  États-Unis

## Équipage de réserve
- Commandant : Anatoli Ivanichine (0),  Russie
- Ingénieur de vol 1 : Kathleen Rubins (0),  États-Unis
- Ingénieur de vol 2 : Takuya Onishi (0),  Japon

Le chiffre entre parenthèses indique le nombre de vols spatiaux effectués par l'astronaute, Soyouz TMA-19M inclus.